# Hammad ibn Bulugguín
Hammad ibn Bulugguín (àrab: حماد بن بلكين, Ḥammād b. Bulukkīn) (mort el 1028) fou el primer emir hammadita (Banu Hammad). Era fill de l'emir zírida Bulugguín ibn Ziri (972-984) i va servir sota el seu nebot Al-Mansur ibn Bulugguín (984-996) i després sota el fill d'aquest, Badis ibn al-Mansur (996-1016) destacant en la lluita contra els amazics zanates que entre 996 i 1001 van assolar el Magrib central i oriental.
El seu besnebot Badis ibn al-Mansur el va enviar el 1004 a l'oest per pacificar la regió i li fou cedit Ashir i el Magrib central amb totes les viles que pogués dominar, sent el seu càrrec irrevocable. Hammad va tenir èxit i va fundar al nord-est de Msila una fortalesa que havia d'esdevenir capital del seu domini, la Qala dels Banu Hammad.
Però quan Badis ibn al-Mansur li va ordenar entregar una part de la regió de Constantina al seu hereu, Hammad s'hi va negar i es va revoltar amb suport del seu germà Ibrahim ibn Bulugguín (1015) i va iniciar la dinastia independent dels Banu Hammad.
Va morir el 1028. El va succeir el seu fill al-Qàïd ibn Hammad.